# Wolgan River
Wolgan River är ett vattendrag i Australien. Det ligger i delstaten New South Wales, i den sydöstra delen av landet, omkring 100 kilometer nordväst om delstatshuvudstaden Sydney.
I omgivningarna runt Wolgan River växer i huvudsak städsegrön lövskog. Runt Wolgan River är det glesbefolkat, med 17 invånare per kvadratkilometer. Genomsnittlig årsnederbörd är 1 206 millimeter. Den regnigaste månaden är februari, med i genomsnitt 214 mm nederbörd, och den torraste är juli, med 27 mm nederbörd.